# Catalina Cladera
Catalina Cladera Crespí (La Puebla, Baleares, 1972) es una política española del Partido Socialista Obrero Español, presidenta del Consejo Insular de Mallorca de 2019 a 2023. Entre 2015 y 2019 fue consejera de Hacienda y Administraciones Públicas del Gobierno de las Islas Baleares.

## Biografía
Nació en La Puebla en 1972. Es licenciada en Economía por la Universidad de Barcelona y máster en gestión pública por la Universidad Autónoma de Barcelona.
Fue consejera de Hacienda y Administraciones Públicas del Gobierno de las Islas Baleares entre 2015 y 2019, dentro del gobierno presidido por Francina Armengol. Más tarde fue presidenta del Consejo de Mallorca, cargo que ocupó desde 2019 a 2023, tras perder las elecciones presentándose por el PSOE.
Es auditora de la Sindicatura de Cuentas de las Islas Baleares, ente en el cual ha trabajado en dos etapas, desde 2004 a 2007 y entre 2011 y 2015. Trabajó en el departamento de Intervención local y de contabilidad pública local del Ayuntamiento de Calviá (1998-1999), donde posteriormente también fue responsable de la oficina presupuestaria, entre 1999 y 2004. Antes también estuvo al cargo de la oficina presupuestaria del Ayuntamiento de Mollet del Vallés, en la provincia de Barcelona (1996-1998).
Ejerció como directora gerente del Instituto Balear de la Vivienda entre agosto de 2007 y el junio de 2011. Fue concejal en el Ayuntamiento de La Puebla, dentro de la lista del partido socialista entre 2015 y 2019, donde formó parte de la mayoría de gobierno.